# Detention (jeu vidéo)
Pour les articles homonymes, voir Detention.
Detention (返校) est un jeu vidéo de type survival horror développé et édité par Red Candle Games, sorti à partir de 2017 sur Windows, Mac, Linux, Nintendo Switch et PlayStation 4.
Il se déroule à Taïwan pendant les années 1960 alors que la loi martiale a été promulguée.

## Système de jeu
Ce jeu a des résolutions d'énigmes et le personnage ne peut pas attaquer. Ce jeu se déroule principalement dans un lycée, après une catastrophe qui empêcha la personnage principal de quitter l'endroit. Nous jouons au départ le rôle d'un garçon mais cela changera rapidement pour jouer le rôle d'une jeune fille, une étudiante du lycée. Le jeu comporte plusieurs images dérangeantes et un scénario qui l'est tout aussi. Le jeu se joue sur l'honneur ainsi que la psychologie. 

## Accueil
- Adventure Gamers : 4,5/5[1]
- Canard PC : 8/10[2]

## Postérité
En juin 2019, 1 Production Film annonce la production d'un film Detention adapté du jeu et distribué par Warner Bros. Pictures.
En septembre 2019, un portage du jeu est publié pour iOS et Android.